# دهه ۱۱۵۰ (پیش از میلاد)
دهه ۱۱۵۰ (پیش از میلاد) صد و پانزدهمین دهه قبل از مبدا شروع تقویم میلادی است.

## مناسبت‌ها
فتح کردستان توسط ملت غیور لر